# Freak of Nature
Freak of Nature је други студијски албум америчке певачице Анастасије. Објављен је 23. новембра 2001. године. Албум су углавном продуцирали Рик Вејк, Сем Вотерс и Луј Бјанканијело, уз додатну производњу и писање Ричи Јонеса. Албум је дебитовао и достигао врхунац на двадесет седмом месту на америчкој Биллбоард 200 листи, достижући четврто место у Великој Британији и прво место у Белгији, Данској, Немачкој, Холандији, Норвешкој, Шведској и Швајцарској. Албум је имао слабије продајне карактеристике у односу на „Not That Kind“, али је забележио солидан комерцијалан успех и продат је у око 6 милиона примерака широм света, пробивши се међу десет најбољих на листама широм Европе. Албумов први сингл „Paid My Dues“ објављен исте године, је био највећи хит са албума, достигавши прво место на италијанским, данским, швајцарским и норвешким топ листама. Други сингл, „One Day in Your Life“, објављен је 2002. године. и одмах је ушао међу десет најбољих на топ листама широм Европе. Ту песму је 2002. Анастасија изводила на додели Едисон награда (енгл. Edison Music Awards), освојивши награду за најбољег „новајлију“ (енгл. Best International Newcomer). Следећа два сингла, такође објављена 2002. године., „Why'd You Lie to Me“ и балада „You'll Never Be Alone“ су се такође нашла на Европским топ листама. 

## Списак песама
| Бр. | Назив песме | Дужина песме | Синглови |
| --- | ----------- | ------------ | -------- |
| 1.  |             | 3:39         | (2001)   |
| 2.  |             | 3:21         | (2002)   |
| 3.  |             | 4:34         | (2002)   |
| 4.  |             | 5:00         | (2002)   |
| 5.  |             | 3:56         | (2002)   |
| 6.  |             | 4:27         | (2003)   |
| 7.  |             | 3:57         |          |
| 8.  |             | 3:35         |          |
| 9.  |             | 3:38         |          |
| 10. |             | 3:35         |          |
| 11. |             | 4:39         |          |
| 12. |             | 5:32         |          |
| 13. |             | 3:19         |          |
| 14. |             | 3:35         |          |
| 15. |             | 3:12         |          |